# 猫と電車
『猫と電車』（ねことでんしゃ）は、香西志帆監督で2013年に公開された、日本の映画作品。「ことでん路線開通百周年」（高松琴平電気鉄道路線開通百周年）企画作品。ロケは高松市内を中心とした香川県内でおこなわれている。

## あらすじ
映画「猫と電車～ねことでんしゃ～」公式サイト ストーリー

## キャスト
- 綿谷雫 - 篠原ともえ
- 綿谷遥 - 藤真美穂
- 石田航 - 安達雅哉
- カジツヨシ - 梶剛
- 栗林和希 - 白川哲郎
- 栗林幸太 - 小野田翔空
- 綿谷雫(幼少) - 眞鍋歩珠
- 綿谷遥(幼少) - 篠原茉那
- みゆき - 高崎瞳
- 片山祐輔 - 矢野隼也
- 土山 - はた栄二
- ヨシコ - 川田美沙希
- きみともキャンディ
- ときたま(正式名称：常磐 玉吾)
- 栗林章太郎 - 谷本綾平
- 栗林真由美 - 黒木由紀美
- 園長先生(つくし学園の園長) - 中越恵美
- 英莉奈(つくし学園の先生) - 石川幸代
- 森（つくし学園の先生） - モリヒロミ
- 北村（つくし学園の先生）- 北村嵩至
- つくし学園の子どもたち
- うどん店 店主 - 八尾憲治

## スタッフ
- 脚本、監督、撮影、編集:香西志帆
- 音楽:ミヤタケタカキ
- 配給:ティ・ジョイ

### 主題歌
- テーマ曲:「*Better*」
- エンディング曲:「.Point.」篠原ともえ